# Savannah Theatre
Savannah Theatre är en teater i Savannah i Georgia i USA, grundad år 1818. Det är en av USA:s äldsta teatrar som fortfarande är i bruk. Under 1800-talet var teatern tidvis känd som Athenaeum.